# Buffalo (Iowa)
Buffalo es una ciudad situada en el condado de Scott, en el estado de Iowa, Estados Unidos. Según el censo de 2010 tenía una población de 1.270 habitantes.

## Geografía
Según la Oficina del Censo de los Estados Unidos, la localidad tiene un área total de 16,79 km², de los cuales 16,69 km² corresponden a tierra firme y el restante 0,1 km² a agua, que representa el 0,6% de la superficie total de la localidad.

## Demografía
Según el censo de 2010, había 1270 personas residiendo en la localidad. La densidad de población era de 75,64 hab./km². Había 527 viviendas con una densidad media de 31,39 viviendas/km². El 97,24% de los habitantes eran blancos, el 0,47% afroamericanos, el 0,08% amerindios, el 0,24% asiáticos, el 0,31% de otras razas, y el 1,65% pertenecía a dos o más razas. El 2,52% de la población eran hispanos o latinos de cualquier raza.